# Alexander Montagu (10e duc de Manchester)
Alexander George Francis Drogo Montagu (Tandragee Castle, 2 octobre 1902 - 23 novembre 1977), est un officier de la Royal Navy et un pair héréditaire britannique. De sa naissance jusqu'en février 1947, il est connu sous le titre de courtoisie de Vicomte Mandeville.

## Jeunesse
Né au château de Tandragee dans le comté d'Armagh, en Ulster, le 2 octobre 1902, Lord Mandeville est le fils du 9e duc de Manchester de son mariage avec Helena Zimmerman, la seule enfant d'Eugene Zimmerman, de Cincinnati, Ohio, président des chemins de fer et actionnaire principal de Standard Oil. Le mariage de novembre 1900 est caché aux deux familles et, au début, la mère du duc n'en a rien su. La reine Alexandra est la marraine à son baptême à la Chapelle Royale (Palais Saint-Jacques) le 17 décembre 1902.
En 1931, ses parents  divorcent, lorsque son père a l'intention d'épouser une actrice. En 1937, Helena Manchester épouse ensuite le 10e comte de Kintore.
Il fait ses études au Royal Naval College d'Osborne et au Royal Naval College de Dartmouth.

## Carrière

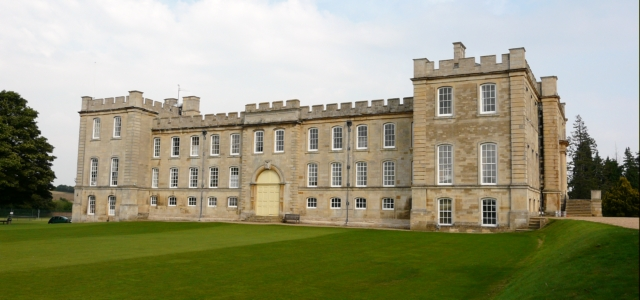
Le château de Kimbolton, le siège familial que le 10e duc est le dernier à posséder

De Dartmouth, Lord Mandeville est nommé dans la Royal Navy en 1919. Il a le grade de commandant lorsqu'il prend sa retraite du service en 1930.
Pendant la Seconde Guerre mondiale, il est affecté à Ceylan et, en 1940, il est nommé Officier de l'Ordre de l'Empire britannique. Après la fin de la guerre, il renonce à vivre en Angleterre et s'installe dans la colonie et le protectorat du Kenya en 1946. Là, il cultive un domaine de 10 000 acres. Il accède au duché de Manchester à la mort de son père en février 1947.
Au cours des années 1950, le duc vend à la fois le siège principal de la famille, le château de Kimbolton, ainsi que la plupart de son contenu, et le château de Tandragee en Irlande. Dans les années 1960, il vend également la plupart des autres domaines fonciers des îles britanniques.

## Vie privée
Le 5 mai 1927, il épouse, au château de Kimbolton, Huntingdonshire, Nell Vere Stead (Ashfield, Sydney, 1902 - 2 septembre 1966), fille de Sydney Vere Stead (1861 - South Yarra, Melbourne 1929), de Melbourne, et sa femme Jessie Lillian Dickinson (Newtown, Sydney,1873 - Armadale, Melbourne,1926), dont il a deux fils :
- Sidney Montagu (11e duc de Manchester) (1929-1985)
- Angus Montagu (12e duc de Manchester) (en) (1938–2002)

Le 7 février 1969, il se remarie à Elizabeth (née Fullerton) Coleman Crocker (1913–2007), fille de Samuel Clyde Fullerton de Miami, Oklahoma. Elle a autrefois été mariée au magnat du pétrole George L. Coleman puis à William Willard Crocker, fils de William Henry Crocker (en) et petit-fils de Charles Crocker.
Au moment de sa mort en 1977, il figure toujours dans Who's Who comme vivant à Kapsirowa, Hoey's Bridge, Kenya, mais il est mort à Londres, après avoir dépensé la majeure partie de la richesse dont il a hérité.
Son fils aîné, Sidney Arthur Robin George Drogo Montagu, lui succède aux titres familiaux. Il est mort sans descendance, donc son frère, Lord Angus Charles Drogo Montagu, devient le 12e duc.